# Bob Pease
Robert Allen Pease (22. srpna 1940, Rockville, Connecticut – 18. června 2011, Saratoga, Kalifornie) byl americký vynálezce, kterému bylo uděleno celkem 21 patentů, autor osmi odborných knih a řady článků. Zabýval se mj. vývojem integrovaných obvodů, z nichž nejznámější jsou integrovaný převodník napětí/kmitočet LM331 a integrovaný regulátor napětí LM337. Společnost National Semiconductor vyrobila celkem 135 mil. obvodů LM337 (údaj z roku 2002).

## Život

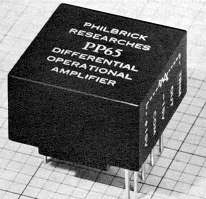
Operační zesilovač PP65 (GAP-R)

Pease vystudoval střední školu Northfield Mount Hermon v Massachusetts. Ve studiu pokračoval na Massachusettském technologickém institutu a v roce 1961 získal titul bakaláře věd.
Roku 1960 začal pracovat pro firmu George A. Philbrick Researches (GAP-R), která vyráběla operační zesilovače. Pease zde vyvinul mnoho výkonových operačních zesilovačů, založených na diskrétních součástkách. V roce 1976 odešel do společnosti National Semiconductor.
Ve společnosti National Semiconductor pracoval v letech 1976 až 2009 jako vývojář a aplikační inženýr. Zabýval se vývojem analogových integrovaných obvodů. Během svého působení v této společnosti začal psát do časopisu Electronic Design populární pravidelný měsíční sloupek s názvem Pease Porridge.
Jeho další zájmy zahrnovaly turistiku a cykloturistiku v odlehlých místech a údržbu jeho starého automobilu Volkswagen Brouk, v němž dne 18. června 2011 ve věku 70 let při autonehodě zahynul. Přežila ho manželka, dva synové a tři vnuci.

## Některé publikace
- Troubleshooting Analog Circuits (EDN Series for Design Engineers) (1991) Newnes ISBN 978-0-7506-9499-5 — An industry standard bench-top reference book for troubleshooting (and designing) analog circuits
- How to Drive Into Accidents ... and How Not To (1998) Pease Pub ISBN 978-0-9655648-1-6 — An idiosyncratic, entertaining, and insightful book on safe driving techniques, written for novices and experienced drivers alike <!
- Analog Circuits: World Class Designs (2008) Robert A. Pease, ed., Newnes. ISBN 978-0-7506-8627-3
- Circuit Design: Know It All (2008) Pease and others, Newnes. ISBN 978-1-85617-527-2